# Madison Velásquez
Madison Ibeth Velásquez López es una deportista colombiana que compite en piragüismo en la modalidad de aguas tranquilas. Ganó una medalla de bronce en los Juegos Panamericanos de 2023, en la prueba de C2 500 m.

## Palmarés internacional
| Juegos Panamericanos Junior | Juegos Panamericanos Junior | Juegos Panamericanos Junior | Juegos Panamericanos Junior |
| Año                         | Lugar                       | Medalla                     | Competición                 |
| --------------------------- | --------------------------- | --------------------------- | --------------------------- |
| 2021                        | Cali (Colombia)             | Medalla de bronce           | C4 500 m                    |
| Juegos Panamericanos        |                             |                             |                             |
| Año                         | Lugar                       | Medalla                     | Competición                 |
| 2023                        | Santiago (Chile)            | Medalla de bronce           | C2 500 m                    |